# José Piendibene
José Antonio Piendibene (ur. 5 czerwca 1890 w Pocitos, zm. 12 listopada 1969 w Montevideo) - były urugwajski piłkarz grający jako napastnik. Po zakończeniu kariery trener piłkarski.
Przez wielu ekspertów uważamy za najlepszego Urugwajskiego piłkarza w historii.

## Kariera klubowa
Piendibene w trakcie kariery związany był tylko z jednym klubem - CA Peñarol, z którym zdobył pięć tytułów mistrza kraju, dwa puchary oraz pięć tytułów międzynarodowych. W 1924 roku został przyznany mu tytuł honorowego członka klubu, a w trakcie obchodów czterdziestolecia niósł klubowy sztandar.

## Kariera reprezentacyjna
W reprezentacji narodowej zadebiutował w 1909 w spotkaniu przeciwko Argentynie.
Był pięciokrotnym uczestnikiem turnieju Copa América i jego trzykrotnym zwycięzcą (1916, 1917, 1920) - został wybrany najlepszym piłkarzem turnieju w 1920 roku
W trakcie czternastu lat gry dla reprezentacji Urugwaju  rozegrał 40 spotkań i strzelił 21 bramek.

## Sukcesy

### Klubowe
Peñarol
- Primera División: 1911, 1918, 1921, 1928
- Copa de Competencia: 1916
- Copa de Honor: 1918
- Tie Cup: 1916
- Copa de Honor Cousenier: 1909, 1911, 1918
- Copa Aldao: 1928

### Reprezentacyjne
Urugwaj
- Copa América: 1916, 1917, 1920
- Copa Lipton: 1910, 1911
- Copa Newton: 1912, 1915, 1919, 1920

### Indywidualne
- Najlepszy piłkarz Copa America 1920